# Municipio Roma XII
Il Municipio Roma XII è la dodicesima suddivisione amministrativa di Roma Capitale.
È stato istituito dall'Assemblea Capitolina, con la delibera n.11 dell'11 marzo 2013, sostituendo il precedente Municipio Roma XVI (già "Circoscrizione XVI").

## Geografia antropica

### Urbanistica
Nel territorio del Municipio si trova la tenuta di Malagrotta, nota per la presenza della discarica di Roma e di parte della sua provincia.

### Suddivisioni storiche
Nel territorio del Municipio insistono i seguenti comprensori toponomastici di Roma Capitale:
Quartieri
- Q. XI Portuense e Q. XII Gianicolense.

Suburbi
- S. VIII Gianicolense.

Zone
- Z. XLIII Maccarese Nord, Z. XLIV La Pisana e Z. XLV Castel di Guido.

### Suddivisioni amministrative
La suddivisione urbanistica del territorio comprende le sette zone urbanistiche dell'ex Municipio Roma XVI e la sua popolazione è così distribuita:
| Municipio Roma XII   | Municipio Roma XII | Municipio Roma XII | Municipio Roma XII |
| Denominazione        | Superficie         | Abitanti           |                    |
| -------------------- | ------------------ | ------------------ | ------------------ |
| 16A Colli Portuensi  | 3,7 km²            | 35 588             |                    |
| 16B Buon Pastore     | 6,74 km²           | 30 654             |                    |
| 16C Pisana           | 7,79 km²           | 4 486              |                    |
| 16D Gianicolense     | 2,9 km²            | 53 446             |                    |
| 16E Massimina        | 1,42 km²           | 9 043              |                    |
| 16F Pantano di Grano | 48,46 km²          | 5 647              |                    |
| 16X Villa Pamphili   | 2,06 km²           | 27                 |                    |
| Non localizzati      | –                  | 1 828              |                    |
| Totale               | 73,07 km²          | 140 719            |                    |

### Frazioni
Nel territorio del Municipio insistono le seguenti frazioni di Roma Capitale:
- Fontignani e Massimina

## Amministrazione
| Periodo | Periodo   | Primo cittadino    | Partito             | Carica     | Note  |
| ------- | --------- | ------------------ | ------------------- | ---------- | ----- |
| 2013    | 2016      | Cristina Maltese   | Partito Democratico | Presidente |       |
| 2016    | 2021      | Silvia Crescimanno | Movimento 5 Stelle  | Presidente | [ 6 ] |
| 2021    | in carica | Elio Tomassetti    | Partito Democratico | Presidente | [ 7 ] |